# Pierre Hola
Pour les articles homonymes, voir Hola.
Pas d'image ? Cliquez ici

a Compétitions nationales et continentales officielles uniquement.

b Matchs officiels uniquement.
Dernière mise à jour le 27 octobre 2015.
Pierre Hola, né le 9 juin 1978 à Longolongo (Tonga), est un ancien joueur de rugby à XV international tongien évoluant principalement au poste de demi d'ouverture. 
Il était réputé pour s'engager beaucoup en attaque et en défense grâce à son gabarit atypique à son poste (1,83 m pour 118 kg), ainsi que pour sa précision dans le jeu au pied.

## Carrière

### En club
- 2000-2009: Kobe Steel
- 2009-2010: Rugby Viadana
- 2011: Parramatta
- 2011-2014: Eastwood RC

### En équipe nationale
Pierre Hola a connu sa première sélection le 18 septembre 1998 contre l'équipe des Samoa, et sa dernière le 28 novembre 2009 contre l'équipe du Portugal.

## Palmarès
- 39 sélections de 1998 à 2009.
- 317 points (11 essais, 68 transformations, 39 pénalités, 3 drops)
- Sélections par année : 3 en 1998, 1 en 2001, 6 en 2002, 9 en 2003, 2 en 2005, 6 en 2006, 5 en 2007, 4 en 2008, 3 en 2009

En coupe du monde :
- 2007 : 4 sélections, 4 comme titulaire (États-Unis, Samoa, Afrique du Sud, Angleterre)
- 2003 : 4 sélections (Italie, Pays de Galles, Nouvelle-Zélande, Canada)